# Улица Курмангазы (Алма-Ата)
Улица Курмангазы — улица в Медеуском и Алмалинском районах города Алматы. Протяженность 7500 м.
Проходит между улицей Шевченко и проспектом Абая с востока на запад от улицы Кармысова до улицы Розыбакиева.

## История
Улица одна из самых древних в городе, начала формироваться в XIX веке.

## Происхождение названия
Изначально до 1957 года называлась Артиллерийской. С 1957 года названа в честь Курмангазы.

## Структура улицы
1. Пересекает реку Малая Алматинка, проспект Достык, улицу Пушкина, Кунаева, Тулебаева, проспект Назарбаева, улицу Панфилова, проспект Абылай хана, улицу Желтоксан, Чайковского, Наурызбай батыра, Мауленова, проспект Сейфуллина, улицу Амангельды, Масанчи, Байтурсынова, Шарипова, Шагабутдинова, прерывается на улице Муканова
2. Вновь начинается от улицы Ауэзова, пересекает 7 Линию, улицу Жарокова, Айманова, проспект Гагарина, улицу Радостовца, заканчивается на улице Розыбакиева

## Здания
Гостиница Казахстан одна из самых высоких здании Казахстана.

## Памятники
Памятник Калдаякову Шамши расположен в Парке На Малой Алматинке.
Памятник Денис Тену расположен в сквере по улице Курмангазы.

## Здания и учреждения
Вдоль и рядом улицей Курмангазы расположены:
- Парк На Малой Алматинке;
- Гостиница Казахстан;
- Guiness паб;
- Театр имени Мухтара Ауэзова;

## Общественный транспорт
Автобус 12 едет по улице Курмангазы.